# Schlössle (Herzogenweiler)
Das Schlössle, auch Schlösslebühl genannt, bezeichnet eine abgegangene Burg etwa zwei Kilometer nördlich von Herzogenweiler, einem Stadtteil von Villingen-Schwenningen im baden-württembergischen Schwarzwald-Baar-Kreis.
Die Anlage bestand aus einem quadratischen Wohnturm von elf Metern Seitenlänge, der von einer etwa 30 Meter breiten Ringmauer umgeben war. Vermutlich wurde der Platz nach einer dort entspringenden Quelle ausgesucht. Die Burg wurde von einer lockeren Streusiedlung umgeben, die zu unbekannter Zeit aufgegeben wurde. Anordnung und Ausdehnung der Anlage sind typisch für Niederungsburgen des 12. Jahrhunderts und entsprechen ungefähr der in der Nähe befindlichen Burg Runstal. Heute sind nur noch die Gräben und wenige Mauerreste zu erkennen.